# Улица Сизова
Улица Сизова — улица в Октябрьском районе Барнаула. Проходит от улицы Парижской Коммуны до проспекта Калинина.

## Переименования
Первое название (Семафорная) улица получила при своём образовании в 1927 году.
В 1954 году Семафорная и Угольная улицы были переименованы в улицу Сизова в честь российского революционера, героя Гражданской войны Ф. К. Сизова.

## Здания и сооружения
- № 26 — Общежитие Барнаульского меланжевого комбината. В феврале 2016 года на нём установлена табличка «Последний адрес» в память о первом директоре предприятия Максиме Ефимовиче Гольдберге, арестованном НКВД в марте 1937 года и впоследствии расстрелянном (реабилитирован в 1957 году)[4][5]. Через несколько часов её сорвали неизвестные, однако затем памятный знак появился снова[6].